# Патърсън
Патърсън (на английски: Paterson [ˈpæ tɚ sən]) е град в щата Ню Джърси, Съединени американски щати, административен център на окръг Пъсейик.
Намира се на 25 km северозападно от центъра на Ню Йорк. Градът е 3-ти по население в щата след Нюарк и Джърси Сити. Жителите му са 148 678 души по приблизителна оценка от 2017 г.

## Известни личности
Родени в Патерсън
- Гейбриъл Колко (1932 – 2014), историк
- Фредерик Рейнс (1918 – 1998), физик
- Кетрин Съливан (р. 1951), астронавт